# Jimlín
Jimlín är en ort i Tjeckien.   Den ligger i regionen Ústí nad Labem, i den nordvästra delen av landet, 50 km nordväst om huvudstaden Prag. Jimlín ligger 255 meter över havet och antalet invånare är 745.
Terrängen runt Jimlín är platt norrut, men söderut är den kuperad. Terrängen runt Jimlín sluttar norrut. Runt Jimlín är det ganska glesbefolkat, med 34 invånare per kvadratkilometer. Närmaste större samhälle är Louny, 5,4 km nordost om Jimlín. Trakten runt Jimlín består till största delen av jordbruksmark.